# Lodelinsart
Lodelinsart (en wallon Lodlinsåt, généralement Å Såt, sur place Au Sârt) est une section de la ville belge de Charleroi située en Wallonie dans la province de Hainaut.
C'était une commune à part entière avant la fusion des communes de 1977.

## Étymologie
Sart signifie « terrain essarté » (du latin sartum). On trouve la mention Hudelinsart en 868, le nom signifie donc défrichement de Huadalin, nom germanique.

## Géographie

### Situation

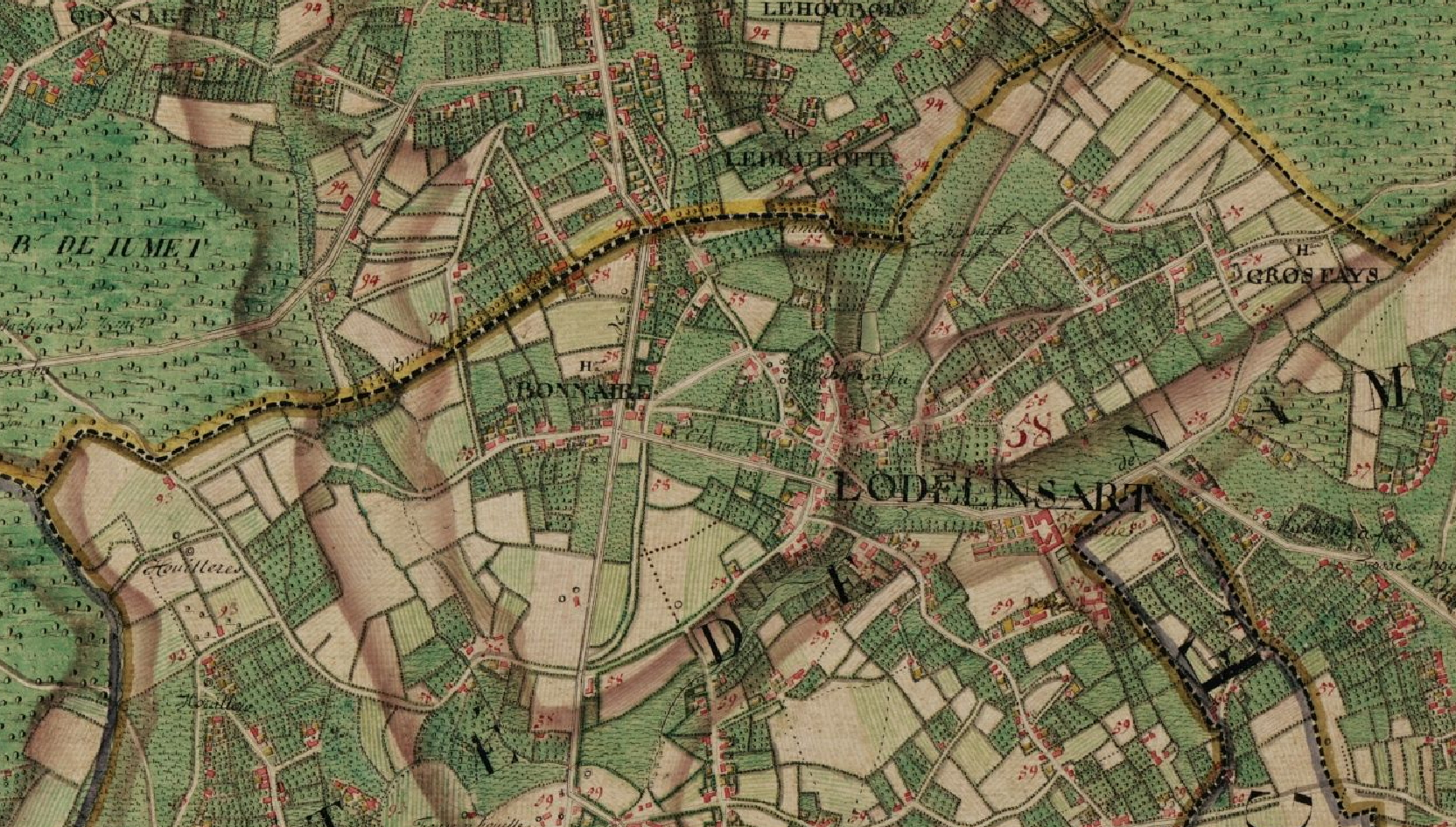
Lodelinsart vers 1775 (extrait de la carte de Ferraris). On y distingue trois noyaux d'habitat : Bonnaire, le chef-lieu et Gros Fays.

D'une superficie d'un peu plus de 296 ha, la localité est bordée par Jumet, Gilly, Charleroi, Dampremy et Marchienne-au-Pont.
En wallon « fayi » signifie « hêtraie ». En effet, jusqu'au XVIIe siècle Lodelinsart reste une bourgade particulièrement verte et, d'ailleurs, le quartier du Gros-Fayt était encore couvert d’une abondante forêt de hêtres dont certains étaient particulièrement gros, témoignant ainsi de leur ancienneté. Un document datant de 1374 montre que le seigneur de ces lieux y possédait le bois du Fayau (→ Fayt). Il y avait également une zone plantée de charmes, « charniats » en patois, qui donna son nom à la rue du même nom. Le quartier du Gros-Fayt demeure d'ailleurs encore aujourd'hui très « vert ».

### Hydrographie
Elle est traversée par le ruisseau de Lodelinsart, qui lui a donné son nom et délimite partiellement la frontière avec Charleroi. Le ruisseau du Warchat, un affluent du ruisseau de Lodelinsart, marque la limite avec Dampremy sur 550 mètres avant leur confluence. Le ruisseau de Gilly, un autre affluent du ruisseau de Lodelinsart, se partage entre Lodelinsart et Gilly sur une distance de 750 mètres.

### Géologie et relief
La localité fait partie du groupe primaire, le système carbonifère. À Lodelinsart, le sol est composé de grès, psammites, schistes et diverses couches de houille. Le terrain communal, allant de l'est à l'ouest, présente des ondulations formant deux vallées orientées globalement dans un axe nord-sud.
Les coteaux aux pentes raides apparaissent à plusieurs endroits. De Saint-Antoine à La Planche, la chaussée de Bruxelles descend en pente douce (4 %).

### Morphologie urbaine

#### Principaux quartiers
Au sein de Charleroi, la section de Lodelinsart est divisée en trois quartiers, d'est en ouest : le Gros-Fayt, Lodelinsart Centre et le Coucou. Ce dernier s'étend également sur l'ancienne commune de Dampremy.

#### Lieux-dits
Le Chenois, autrefois couvert de chênes, tire son nom de ces majestueux arbres, Bon-Aire désigne un lieu perché sur une crête, là où l'air est plus vif. (aujourd'hui incorporé dans le quartier de Lodelinsart-centre), la Marine, l'Étang, le Caveau et le Warchat.

#### Cités
Cité des Climbias construites en 1980, (elle se situe dans le quartier du Coucou) et cité Gaston Hercot.

## Démographie
| 1801 | 1846  | 1900  | 1947   | 1977  | 2001  |
| ---- | ----- | ----- | ------ | ----- | ----- |
| 986  | 2 211 | 8 621 | 10 759 | 9 617 | 8 726 |

## Histoire

### Moyen âge

#### Origines de la commune
Lodelinsart est mentionné pour la première fois dans le polyptyque de l'abbaye de Lobbes au IXe siècle. Sous l'Ancien Régime, Lodelinsart faisait partie du bailliage de Viesville, dépendant du comté de Namur.

### Temps moderne

#### XVIesiècle
En 1554, Henri II, roi de France, reprend la guerre contre les Pays-Bas. Il traverse la province de Namur, s'empare de Mariembourg et de Dinant, puis se dirige vers Seneffe. En passant par Lodelinsart, il séjourne à Jumet, où il devient le parrain d'un enfant nouvellement né chez son hôte. Lors de cette expédition, il incendie la ville de Binche ainsi que le château de Mariemont, résidence de Marie, reine de Hongrie et sœur de Charles-Quint.
En 1559, Philippe II obtint du Pape la création de 14 nouveaux évêchés. Lodelinsart, auparavant sous la juridiction de l'évêque de Liège, fut alors intégré à l'évêché de Namur.

#### XVIIesiècle
À partir de 1667, le pays est constamment passé d'une puissance à l'autre jusqu'à ce que le traité d'Aix-la-Chapelle le rattache définitivement à Marie-Thérèse. Le village de Lodelinsart a été pillé à maintes reprises et son bétail emporté par des soldats étrangers.

#### XVIIIesiècle
Pendant la Révolution française, des soldats étaient logés à Bon-Aire, au Chênois, au Centre, et au Gros-Fayt. Lodelinsart appartenait alors au département de Jemappes et au canton de Châtelet. La ville de Charleroi fut scindée en deux cantons de justice de paix : le premier englobait la partie de la ville située sur la rive gauche de la Sambre et était désigné comme la "section de la rive gauche de la Sambre".
Lodelinsart faisait partie de cette liste, avec Charleroi, Dampremy, Farciennes, Gilly, Jumet, Lambusart et Montigny-sur-Sambre.

### Époque contemporaine

#### XIXesiècle
Lodelinsart, comme les autres communes de la région, participe au mouvement révolutionnaire qui a conduit à l'indépendance de la Belgique.

##### Développement industriel

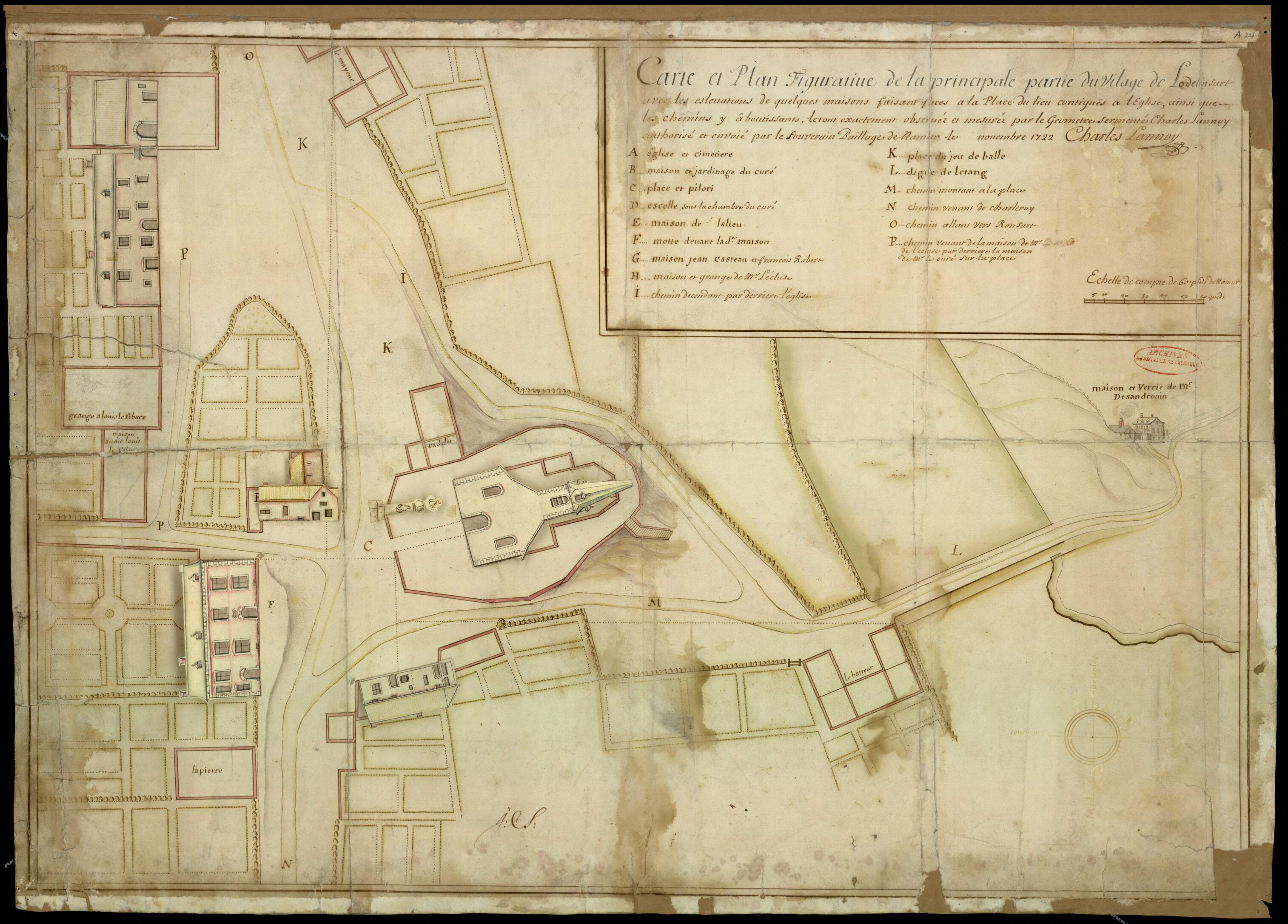
Plan figuratif de la principale partie du village en 1722.

Le 1er juin 1669, le maître verrier d'origine lorraine Jean de Condé obtient l'autorisation de construire et d'exploiter au faubourg de Charleroi - actuellement section de Lodelinsart - la première verrerie utilisant de la houille,.
La localité connaît un développement industriel important au XIXe siècle grâce à l'établissement et au développement de nombreuses verreries dans un environnement de charbonnages situés, eux, dans les communes voisines (Lodelinsart n'en possédait qu'un seul : le charbonnage Deschassis). C'est pourquoi aussi la commune fut appelée, à cette époque, le « Petit Paris ».
En 1877, l'ingénieur André Oppermann installe le premier grand four à bassin à fusion continue alimenté au gaz aux verreries Jonet. L'introduction du four à bassin à fusion continue alimenté au gaz révolutionne le secteur du verre : les anciens fours sont dépassés, les souffleurs de verre perdent la supériorité que leur procurait leur savoir-faire et se transforment en simple rouage de la mécanisation. Ces fours à bassin sont par la suite adoptés dans les autres verreries en Belgique.
En 1886, des grévistes détruisent les verreries Jonet, saccageant l'établissement en un rien de temps. Les grilles sont retirées des fours, du fer est jeté dans le verre en fusion, tous les canons de verre sont brisés, et les caisses éventrées, leur contenu éparpillé au sol. La Verrerie de la Discipline subit un sort identique. Les grévistes visitent toutes les verreries de Lodelinsart, causant des dégâts partout sans rencontrer la moindre résistance. Aux alentours de quatre heures, plusieurs groupes s'étaient rassemblés sur le territoire de Lodelinsart, formant une colonne de plus de cinq mille émeutiers, comprenant hommes, femmes et enfants, qui arrivait devant les établissements de M. Eugène Baudoux, à Jumet.
Aujourd'hui, il ne subsiste plus qu'une seule verrerie en activité dans la commune, propriété de Glaverbel, faisant partie du conglomérat japonais Asahi Glass et située à l'arrière du Spiroudôme de Charleroi.
De la période industrielle, il existe encore quelques grosses demeures à l'architecture typique, anciennes propriétés des maîtres verriers, ainsi que d'anciennes maisons ouvrières réunies en petits corons typiques comme celui de la rue Dupret ou encore celui du fond de la rue Hortense Hocquemiller. Il reste également les café et salle de spectacle « La Ruche verrière », cœur des activités folkloriques et philanthropiques du Royal Climbia's Club, bâtis dans les années 1880 et en 1926 par le syndicat verrier « L'Union Verrière ».
C'est dans ce contexte industriel favorable de la fin du XIXe siècle, qu'est édifiée en 1876 par le pouvoir exécutif local, sur la place communale, l'église Notre-Dame aujourd’hui démolie.

#### XXesiècle

##### Première et Seconde Guerre mondiale

###### 1914-1918
Le 21 août 1914, vers 6 heures du matin, 17 hussards allemands arrivèrent à Saint-Antoine. Ils descendirent à Bon-Air, où ils interceptèrent le tram de Châtelet et ordonnèrent au conducteur de faire demi-tour. À la bifurcation, 11 soldats se dirigèrent vers Châtelet, empruntèrent la rue du Chênois, puis se divisèrent de nouveau dans la rue Cayauderie. Le groupe principal poursuivit jusqu’au Charleroi-Viaduc, où ils désarmèrent les gardes civiques et brisèrent leurs fusils.
Les six hussards qui descendaient la chaussée de Bruxelles s'arrêtèrent au poste de Deschassis. Là, après avoir échangé en anglais avec le garde Delplace, ils le désarmèrent ainsi que l'autre sentinelle. Les autres gardes prirent la fuite en direction de la gare et du charbonnage. Les cavaliers inspectèrent la gare voisine et coupèrent les fils téléphoniques et télégraphiques. Alertés par ces événements, des gendarmes arrivèrent par le haut et, alors qu'un train bloquait la route, tirèrent sur les Allemands qui s'enfuirent par le chemin Burniat et le chemin de fer industriel, pour finalement être coincés dans le raccordement des établissements Morel. Poursuivis par les gendarmes et quelques gardes civiques, traqués et encerclés, les cavaliers abandonnèrent leurs montures et se réfugièrent dans l'usine, où les poursuivants perdirent leur trace malgré des recherches minutieuses et une surveillance immédiate des alentours. Alors qu'un certain Vigneron tenait par la bride un des chevaux abandonnés, un soldat allemand tira un coup de revolver dans sa direction, tuant le cheval d'une balle dans la tête.
Le 22 août, vers 6 heures du matin, un peloton français ayant creusé une tranchée pendant la nuit s'installa à la Planche, bloquant la circulation. Une estafette de cavalerie avança ensuite jusqu’à la Brûlotte, sur le territoire de Jumet, avant de revenir à la Planche et de repartir. Arrivée à Saint-Antoine, elle fut attaquée par un soldat cycliste allemand, caché derrière un camion barrant la route, qui tira cinq coups de revolver, blessant un cavalier français, Pierre Duval, qui chuta de son cheval.
La troupe aida le blessé à remonter en selle. Le malheureux Français fit demi-tour et s’effondra sur le trottoir de M. Alfred Bouillet, où il reçut les soins urgents du Dr Brigotte. Le blessé expira deux heures plus tard, répétant trois fois les mots « La France ». Les autres cavaliers tirèrent en regagnant la Planche, conseillant aux civils de rentrer chez eux. Effrayé par la riposte du groupe, le cycliste allemand abandonna son vélo, tourna à droite et se perdit dans Jumet, l’empêchant ainsi de prévenir la colonne. Les Français laissèrent les Allemands avancer, précédés de civils belges, jusqu’au-delà du passage à niveau de Deschassis. À ce moment, l’officier français ordonna d’ouvrir le feu, demandant à ses hommes de tirer à gauche et à droite, les civils restant au milieu de la route. Plusieurs soldats allemands, deux civils et des chevaux tombèrent.
La fusillade repoussa les ennemis jusqu’à Jumet, mais une demi-heure plus tard, ils reprirent leur avancée, avec l’ordre (entendu par deux témoins) de brûler et piller tout sur leur passage. Les soldats allemands envahirent les maisons, fouillant caves et étages pour s’emparer de ce qui leur plaisait et chercher les hommes qu’ils forçaient à marcher en tête de leurs troupes. À Saint-Antoine, on dénombra cinq soldats allemands morts et douze chevaux abattus. Les autres corps le long de la chaussée furent sans doute emportés par les ambulanciers.
Entre Saint-Antoine et Bon-Air, trois flaques de sang marquaient les lieux où des soldats blessés avaient été laissés. En descendant la route, les Allemands brisaient les vitres, détruisaient les châssis et les portes, tiraient sur les fenêtres et incendiaient les maisons avec des pastilles incendiaires qu'ils possédaient en grande quantité.
Une colonne allemande, précédée de civils et dirigée par un colonel, fit demi-tour jusqu’à Bon-Air et descendit la chaussée de Châtelet. Au passage Marteau, une partie des troupes bifurqua vers les rues du Chênois et de la Cayauderie, tandis que l’autre poursuivait sur la route de Châtelet. Arrivée à l’arrêt Jonet, cette dernière s’arrêta et procéda, dans le terrain Lambert, au-delà du ruisseau, à l’inhumation d’un officier allemand tué entre Saint-Antoine et Bon-Air.

###### 1940-1945
Le 18 mai 1940, les Allemands entrent dans la commune sans rencontrer aucune résistance. À Lodelinsart, la vie semble s’être arrêtée. De nombreuses maisons, désertées par leurs occupants, restent fermées ; le gaz, l’eau et l’électricité sont coupés ; les trains et les trams ne roulent plus ; les charbonnages, les ateliers, les usines et les bureaux sont à l’arrêt. Le 28 avril 1942, un incendie se déclare aux Verreries de la Paix, dévorant 200 000 kilos de paille. Accident ou sabotage?
Le matin du 1er mai 1942, les autorités constatent que du ciment a été versé dans les rails du tramway à Bon-Aire. Partout dans la commune, des drapeaux rouges, plantés pendant la nuit, flottent au vent.
Le 1er septembre 1942, le Grand Charleroi est créé de manière illégale, intégrant Lodelinsart. Tous les services communaux, à l'exception du ravitaillement, de la police et de la bibliothèque, sont transférés à Charleroi.
Vers 11 heures du matin, le 27 avril, environ 50 bombes frappèrent la commune. Cet événement tragique causa la mort de 7 personnes, tandis que 6 blessés furent transportés à l'hôpital et 9 autres, légèrement atteints, furent soignés à domicile. Six maisons furent totalement détruites : 3 à la chaussée de Bruxelles à Bon-Aire, 2 rue Paul Pasture au Centre et 1 rue Terry-Mouchon au Gros-Fayt. Par ailleurs, six immeubles furent gravement endommagés : 2 à la chaussée de Bruxelles, 1 rue Paul Pasture et 3 au Gros-Fayt.

##### Après guerre
Durant l'été 1945, le gouvernement belge décide d'envoyer les prisonniers de guerre travailler dans les charbonnages. En septembre de la même année, six camps de prisonniers sont créés dans la région de Charleroi : à Châtelineau, Fontaine-l'Évêque, Marchienne, Fleurus (Campinaire), Marcinelle et Lodelinsart. Dans cette dernière localité, le camp est installé sur l'ancien terrain de football de la rue des Aulniats. Des prairies voisines appartenant à M. Dumont, situées à l'ouest de la rue de la Marine, sont également ajoutées. À la fin de 1947, le camp de prisonniers de Lodelinsart avait pratiquement disparu.
À la suite de la loi sur les fusions des communes, Lodelinsart a été fusionnée le 1er janvier 1977 avec 14 communes pour former l'entité de Charleroi.

## Bourgmestres de Lodelinsart de 1830 à 1976[29]
- 1830 : Jules Publicola Frison.
- 1842 : Emmanuel de Heinzelin.
- 1863 : Léopold de Dorlodot de Morialmé.
- 1870 : Léon Mondron, maître verrier. (1838-1912)[30]
- 1877 : Émile Robert.
- 1894 : Auguste Bellière.
- 1896 : Frédéric Andris.
- 1910 : André Heupgen, bourgmestre faisant fonction.
- 1911 : Xavier Schmidt.
- 1912 : Jean-Baptiste Goffe.
- 1919 : Jean-Baptiste Baus.
- 1927 : Edgard Monnoye.
- 1933 : Théodore Rainchon.
- 1940 : Émile Rinchart, bourgmestre faisant fonction.
- 1940 : Jules Michaux, bourgmestre faisant fonction.
- 1er septembre 1942 - 4 septembre 1944 : Lodelinsart est intégré dans le Grand Charleroi (ne pas confondre avec le "Grand Charleroi" d'après la fusion des communes de 1977).
- 1944 : Émile Rinchart, bourgmestre faisant fonction.
- 1945 : Gaston Hercot.
- 1974 : Pol Genot[31].

## Patrimoine et culture

### Patrimoine architectural et monumental

#### Patrimoine immobilier

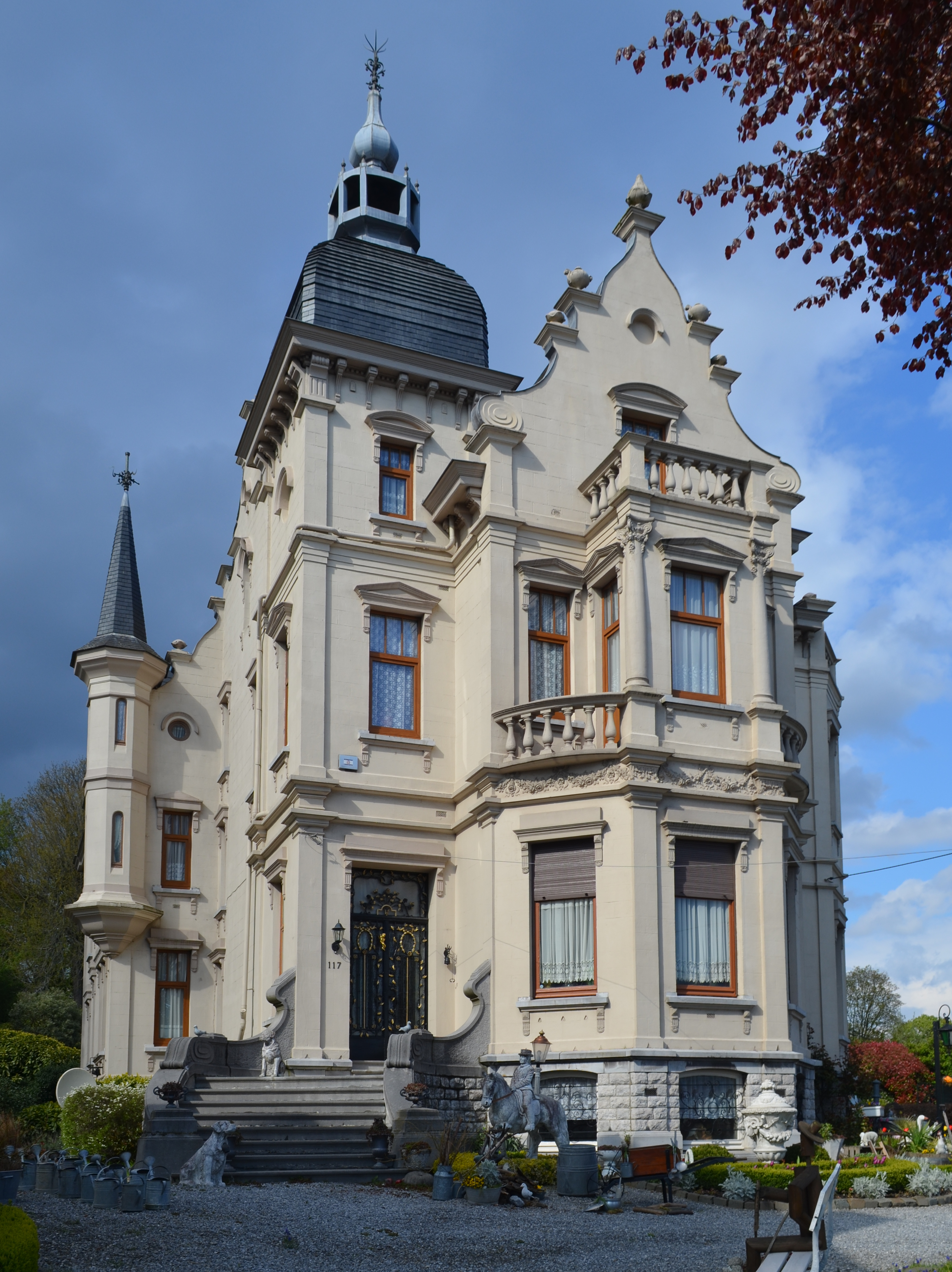
Château Goffart à la chaussée de Châtelet. Un exemple de château d'industriel du pays de Charleroi[32]. Construit en 1917 à l'emplacement de la verrerie Martin[33].
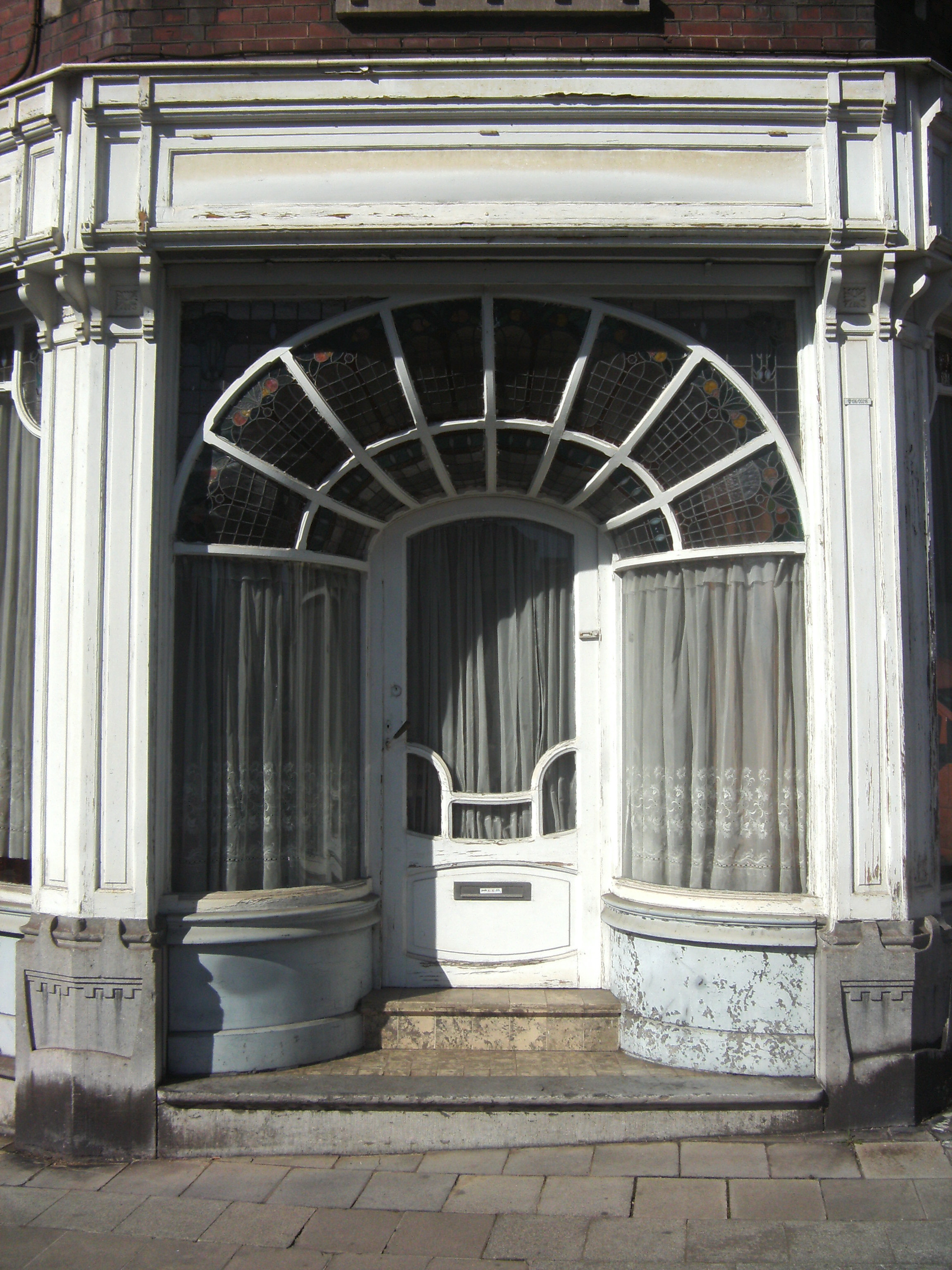
Place du Chenois. Maison du début du XXe siècle ayant conservé une belle devanture et une façade de style Art nouveau[34].
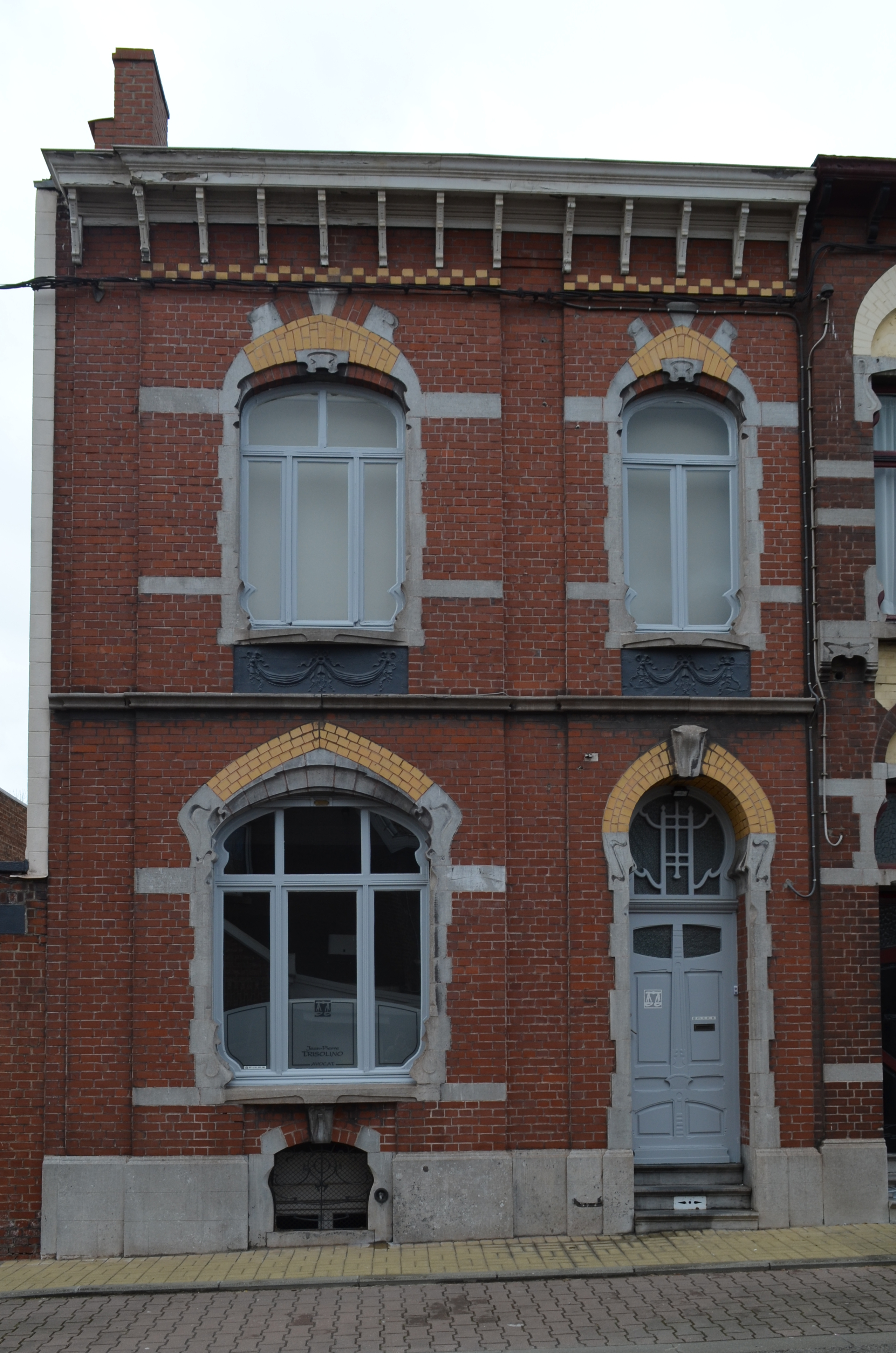
Maison Art nouveau par Lefèvre-Bougé à la rue François[35].
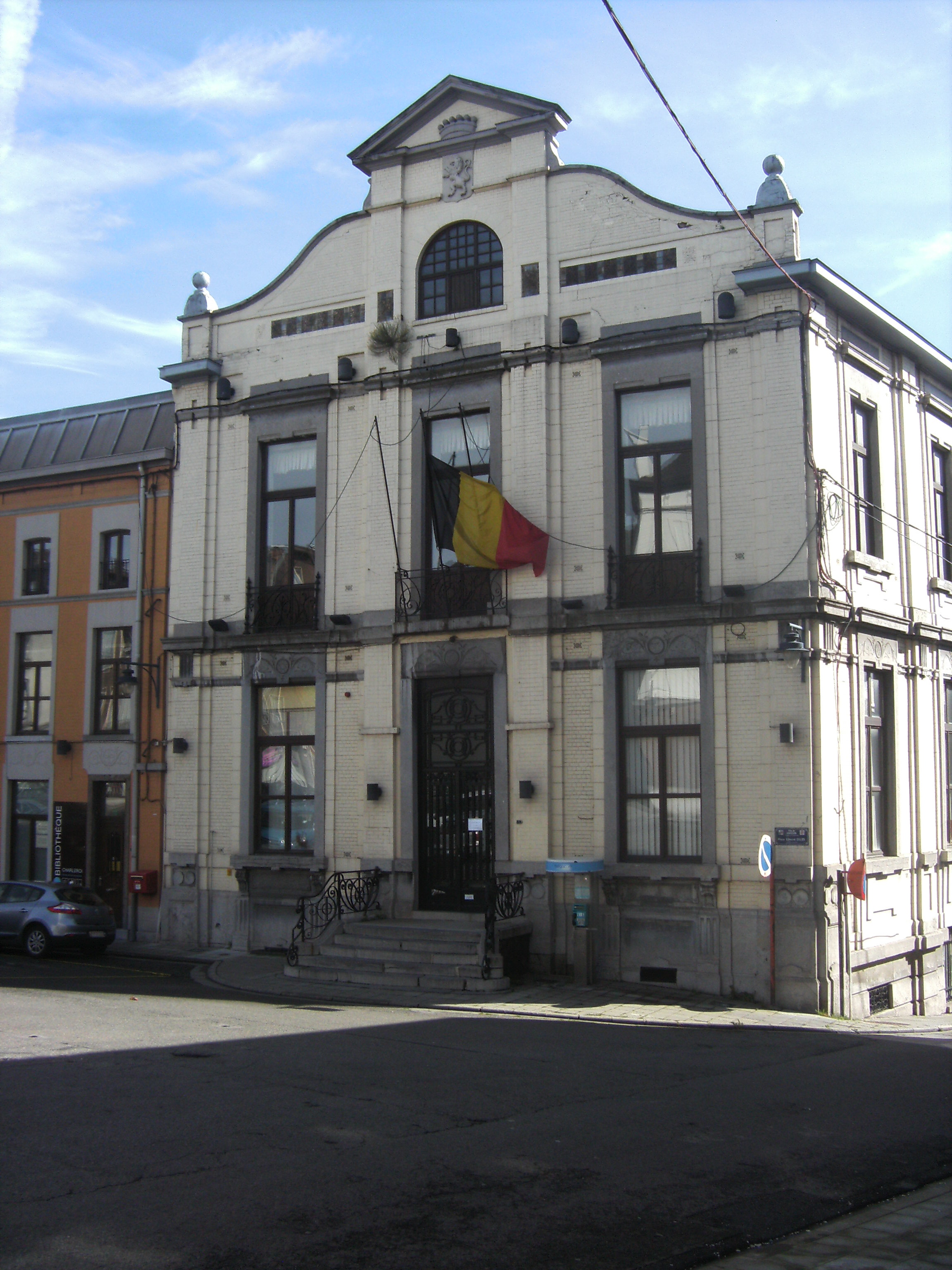
Maison communale. Construite par Émile Ryez en 1877[36], agrandie par Alfred Machelidon en 1931[37].
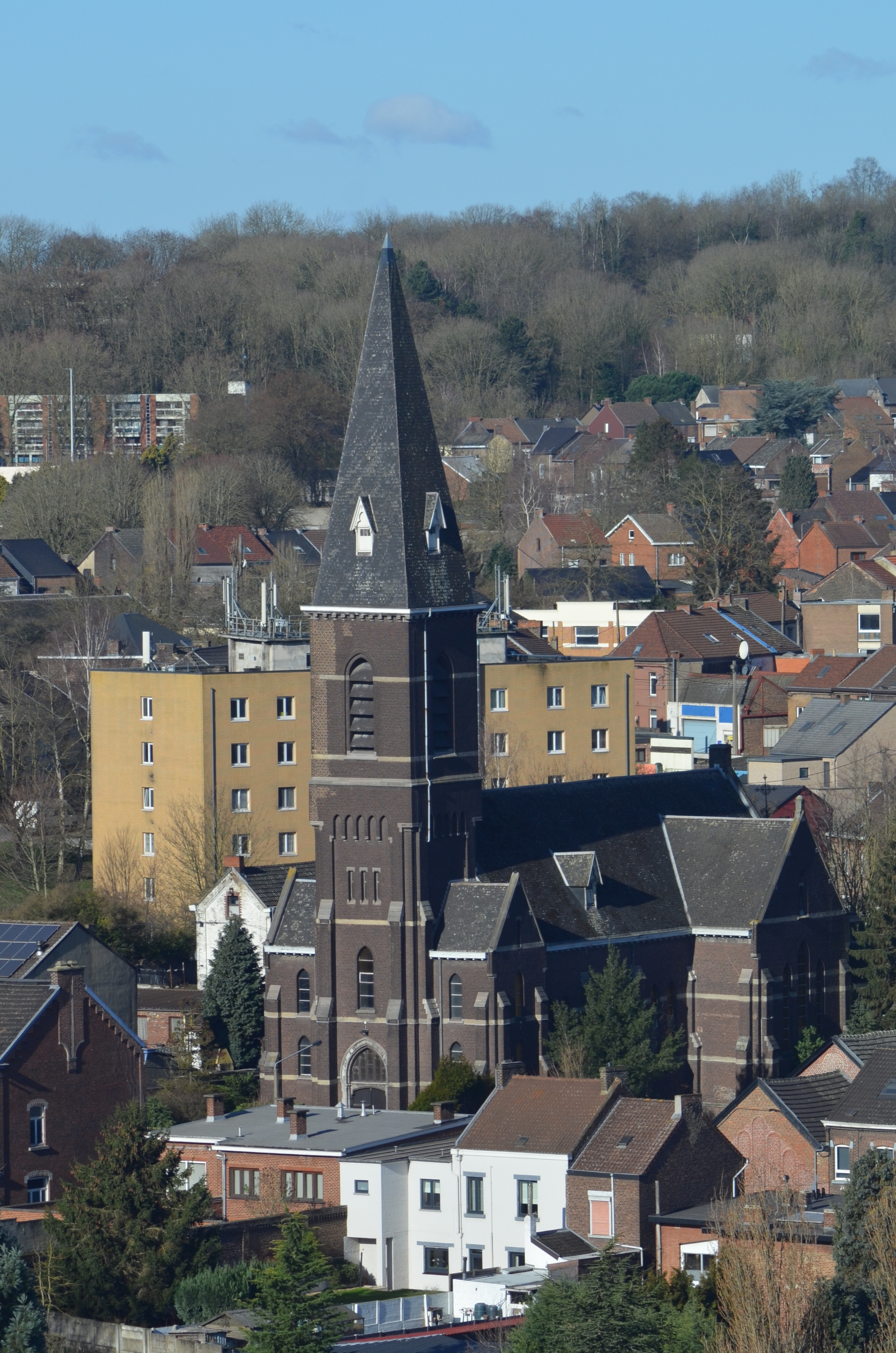
Église Saint-Roch bâtie en 1913. Elle se situe dans le quartier du "Coucou" à Lodelinsart-Ouest.
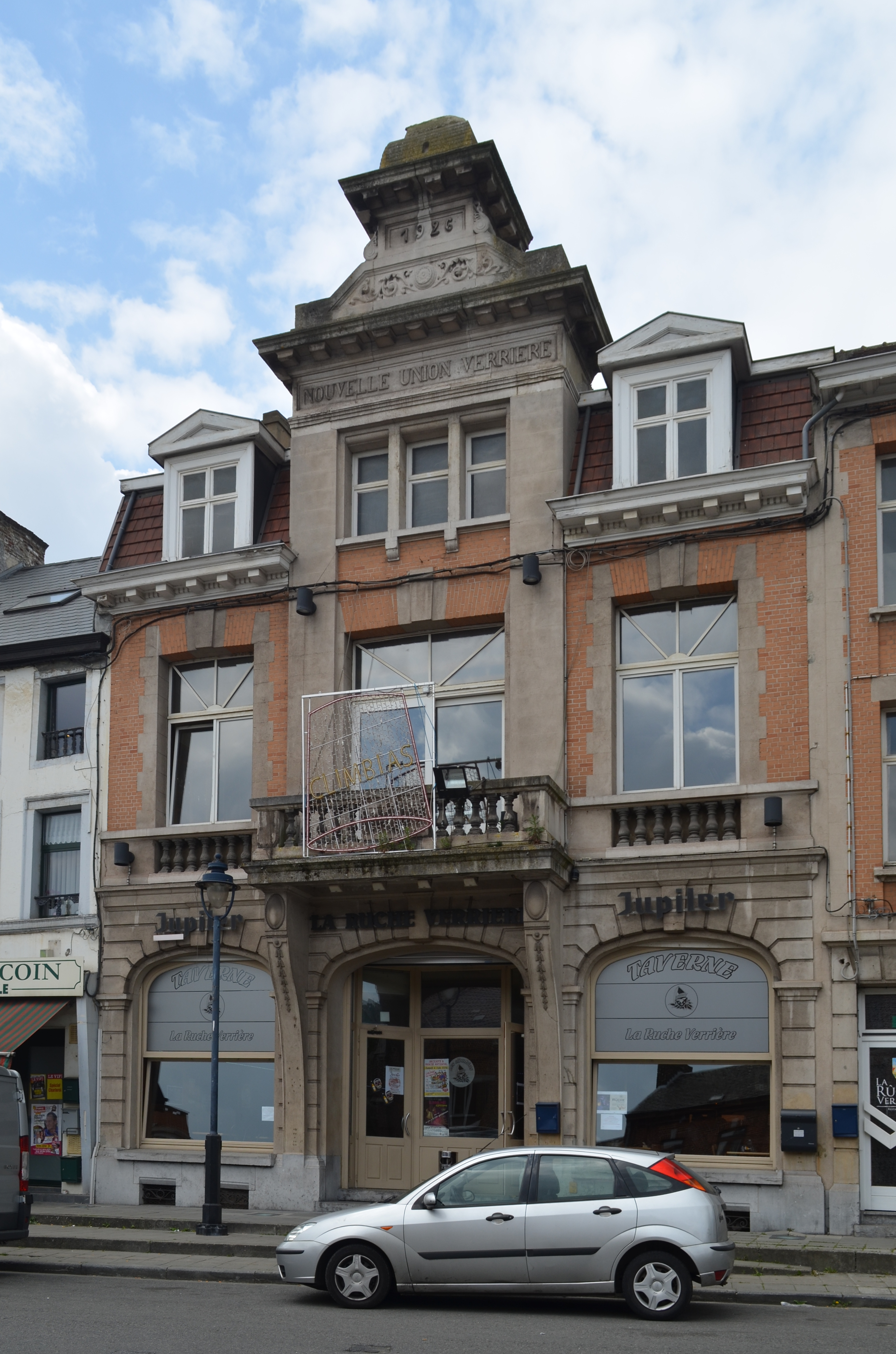
Façade du café de la Ruche Verrière, bâtie en 1926[35].

#### Patrimoine civil

##### La Ruche verrière
La Ruche verrière est un ensemble de bâtiments situés à la place Edmond Gilles comportant des salles de réunions, un café et une salle des fêtes fondés à fin du XIXe siècle par la « Nouvelle union verrière », syndicat d'ouvriers verriers.

##### Cour Dejean
La cour Dejean est une verrerie, construite en 1846. Transformée en logements sociaux fin des années 1990, elle est actuellement le seul témoin encore existant de l'industrie verrière de la première moitié du XIXe siècle de la région de Charleroi.

#### Patrimoine religieux

##### Église de la Sainte-Vierge
L'ancienne église, construite avec des pierres sableuses de la région, s'élevait à l'entrée de la place et s'avançait jusqu'au milieu de celle-ci, là où se dresse actuellement la maison communale. Cette première église devenue trop petite et démolie, la construction d'une église plus vaste fut décidée. En 1874, le conseil de la fabrique d'église décide la démolition de cette ancienne église et le déplacement du cimetière voisin. Des discussions très vives s'engagent au sujet de l'emplacement du nouvel édifice religieux. Il est question de le bâtir plus au centre de la commune, rue des Déportés, non loin de Bon Air. Finalement, en 1876, l'église actuelle fut construite sur l'emplacement de l'ancien presbytère, au fond nord de la place Edmond Gilles. La mise en œuvre commence immédiatement, mais la réception définitive des travaux n'aura lieu que le 1er mars 1891. L'église actuelle est dénommé « église Sainte-Marie ou de Notre-Dame ». La fête patronale coïncide avec l'Assomption de la Sainte-Vierge.
En 2012, une étude indique que le bâtiment présente un problème de stabilité et mi décembre, le bourgmestre signe un arrêté de police qui donne l’ordre d’évacuer les lieux. La Fabrique d’église trouve un nouveau lieu de culte provisoire dans l’ancienne poste de la localité. Ce bâtiment appartient à un propriétaire privé, et la ville de Charleroi prend en charge trois quarts des loyers. Tous les éléments de patrimoine qu’il est possible de sécuriser sont déplacés dans la nouvelle chapelle, afin de les préserver des risques de vandalisme ou de vol liés à la fermeture de l’église.
Les résultats d'une nouvelle étude de stabilité en 2019 font que le bourgmestre Paul Magnette signe un arrêté de démolition pour le bâtiment, avec une notion d’urgence pour le clocher. Le permis de démolition est refusé par le fonctionnaire délégué de la Région Wallonne, mais la Ville entame quand même les travaux. L'église est éventrée quand le fonctionnaire délégué fait arrêter les travaux. Les procédures judiciaires qui suivent sont toujours en cours au début 2021.
L'église n’est pas désaffectée, et faute d'un autre lieu de culte pour la communauté chrétienne, le terrain restera affecté au culte ce qui aura pour conséquence qu’aucune autre affectation ne pourra lui être donnée tant qu’il le restera. La Ville n’a pas encore décidé de l’affectation du lieu.

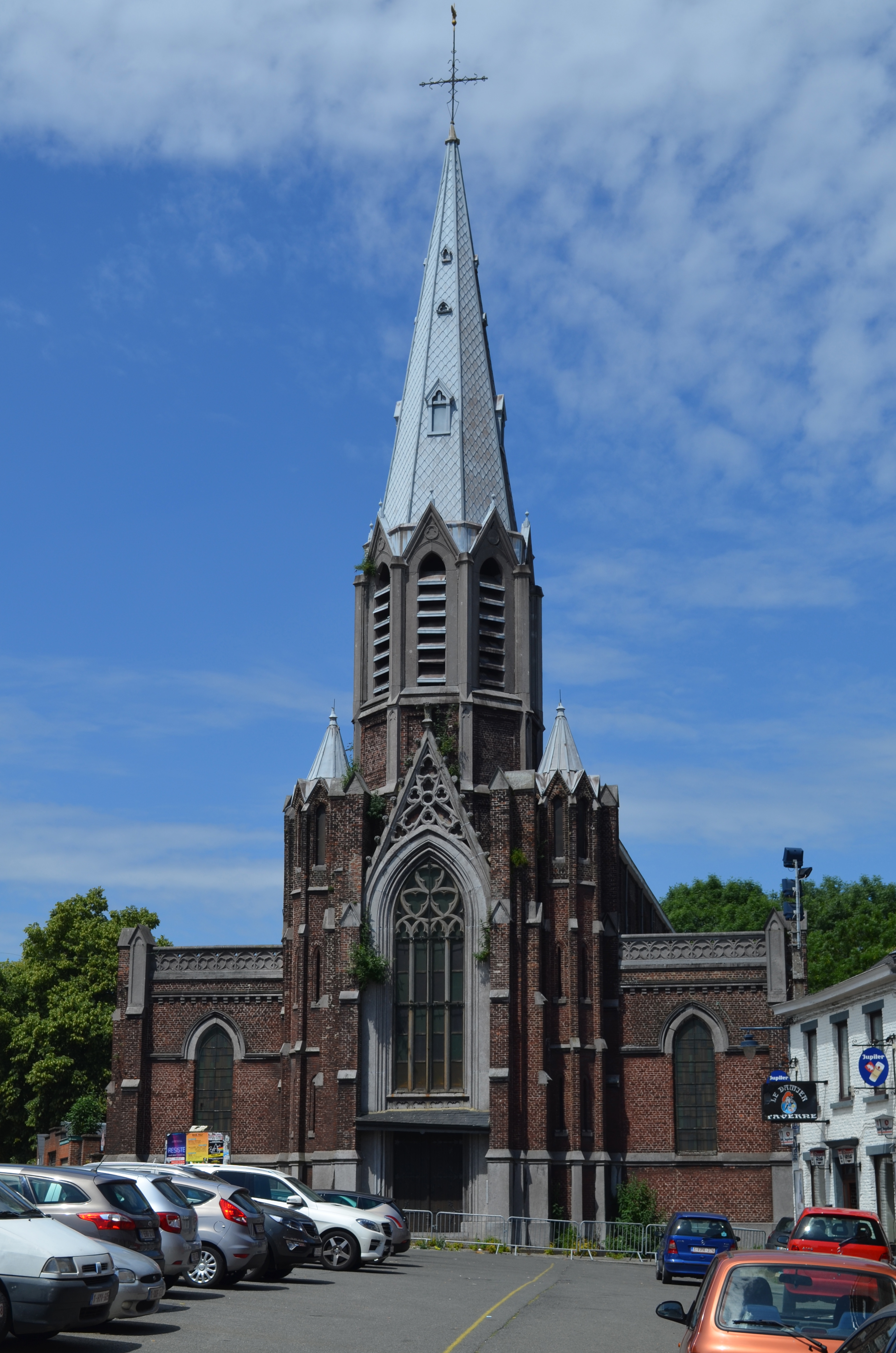
Église Sainte-Marie, de style néogothique bâtie en 1876 par Émile Ryez[43].
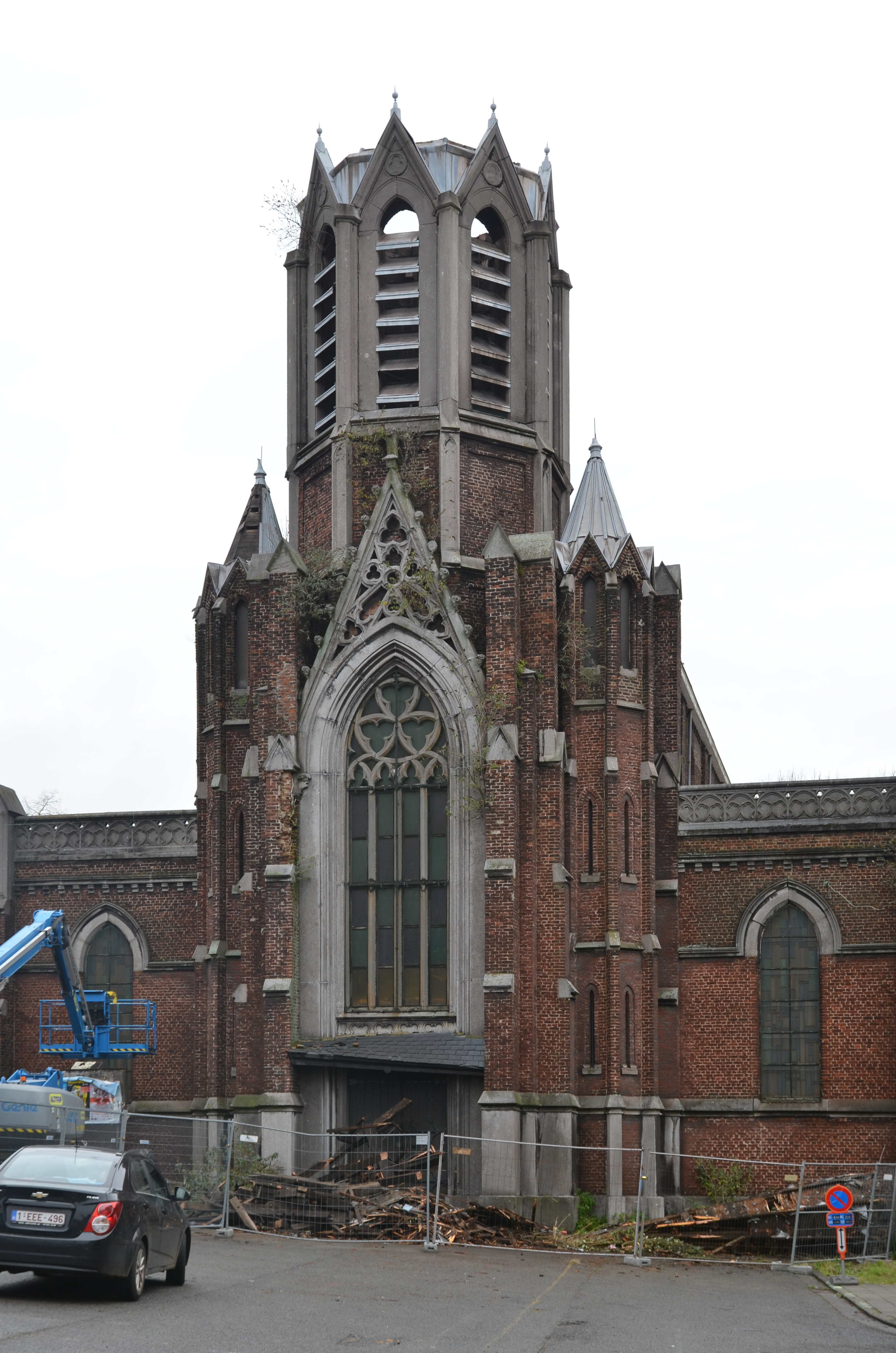
Démolition de l'église (décembre 2019).
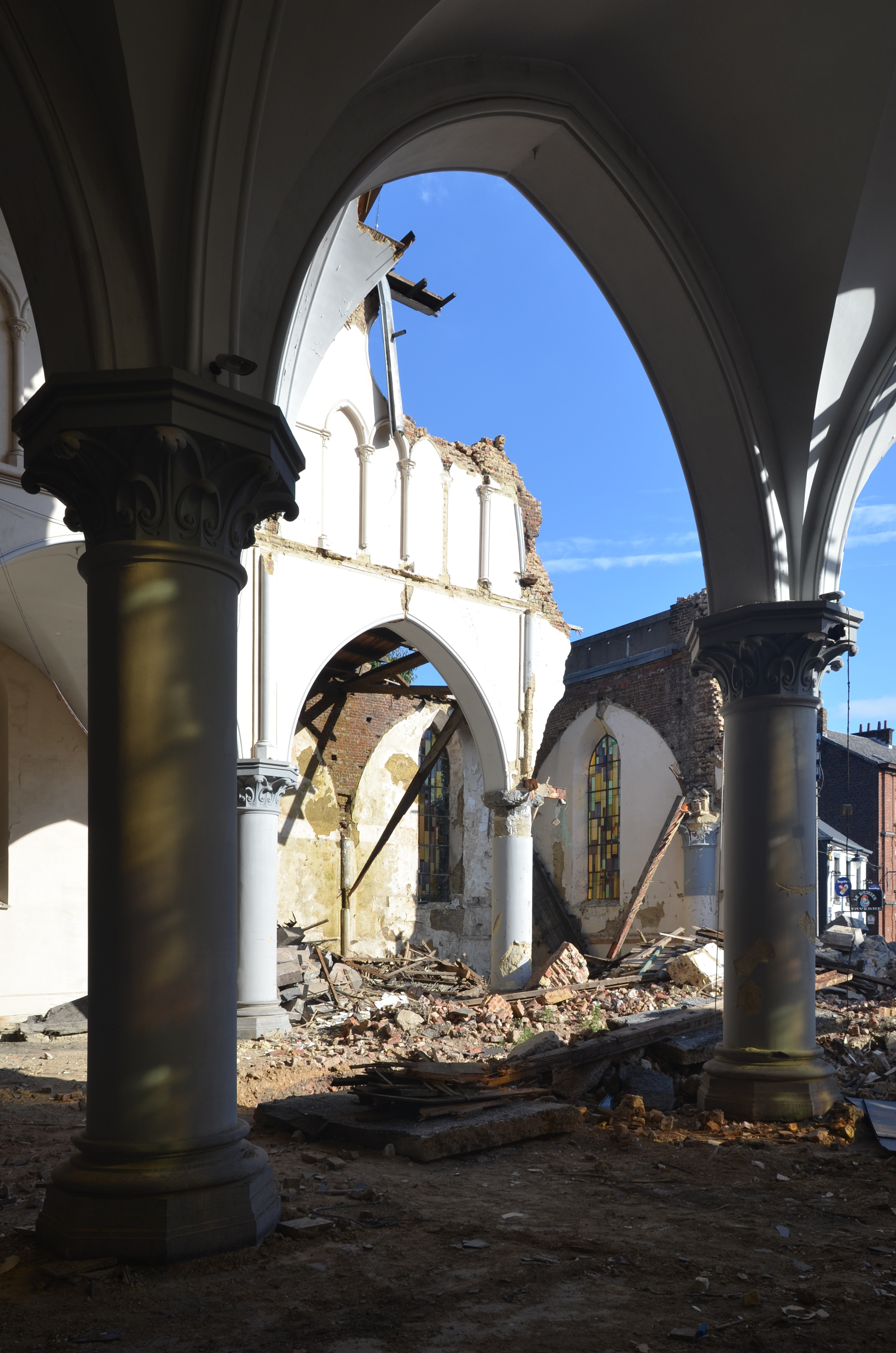
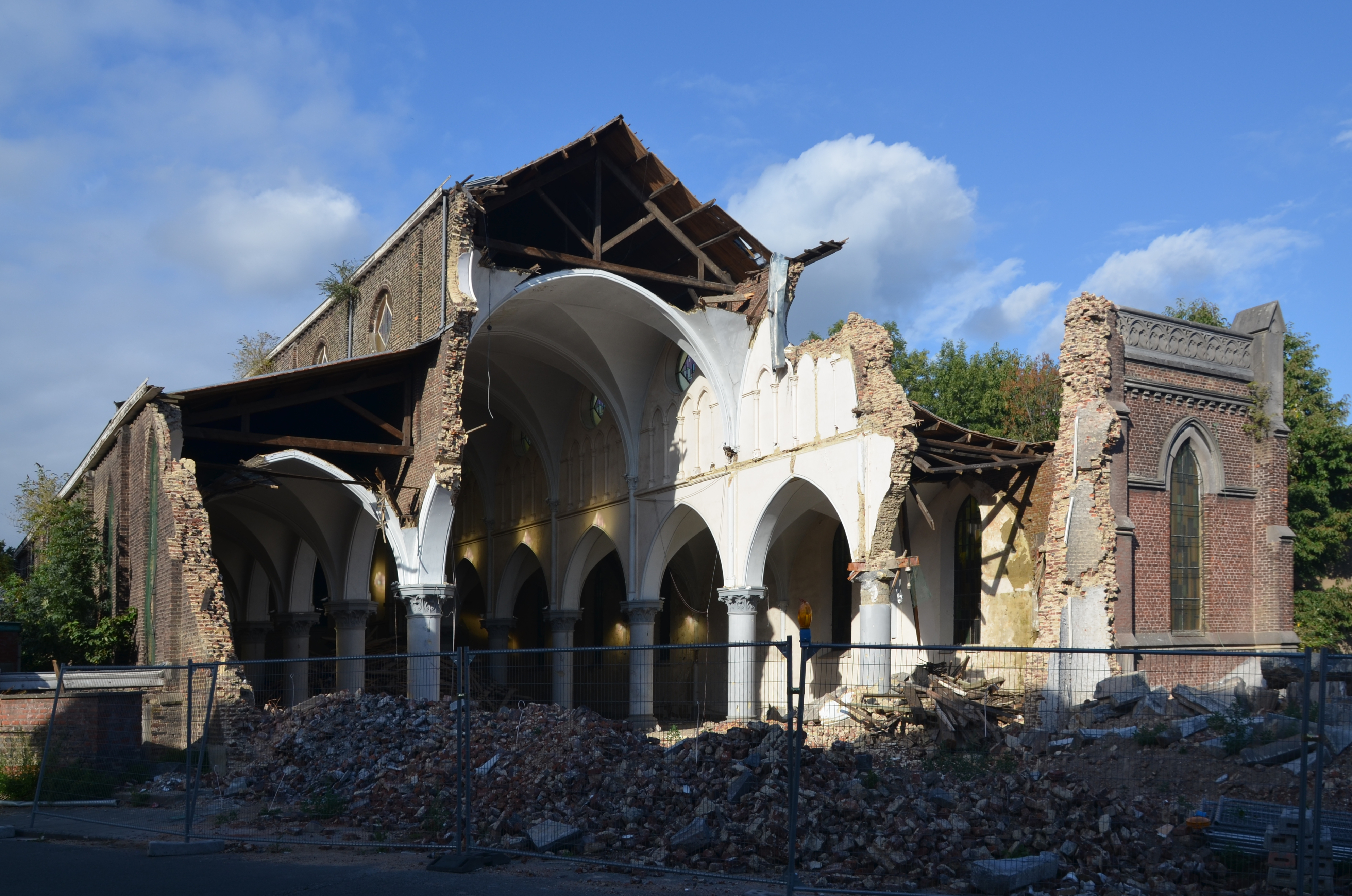
Démolition de l'église (septembre 2020).

##### L'église Saint-Roch
Par un arrêté royal du 28 août 1911, sous le ministère de M. Carton de Wiart, la création d’une église succursale dédiée à saint Roch a été approuvée dans le hameau de Noire Mécanique. Cette église se trouve rue Neuve, elle a été construite sur un terrain offert par M. Augustin Vandendorpel, avec des plans réalisés par M. Oscar Lefèvre de Jumet. Le bâtiment, long de 45 mètres, ne présente pas de prétentions architecturales. La tour et la flèche culminent à environ 40 mètres de hauteur.

### Patrimoine immatériel

#### Les Climbias
Le Royal Climbia's Club est un club folklorique et philanthropique créé en 1893.

### Monuments commémoratifs

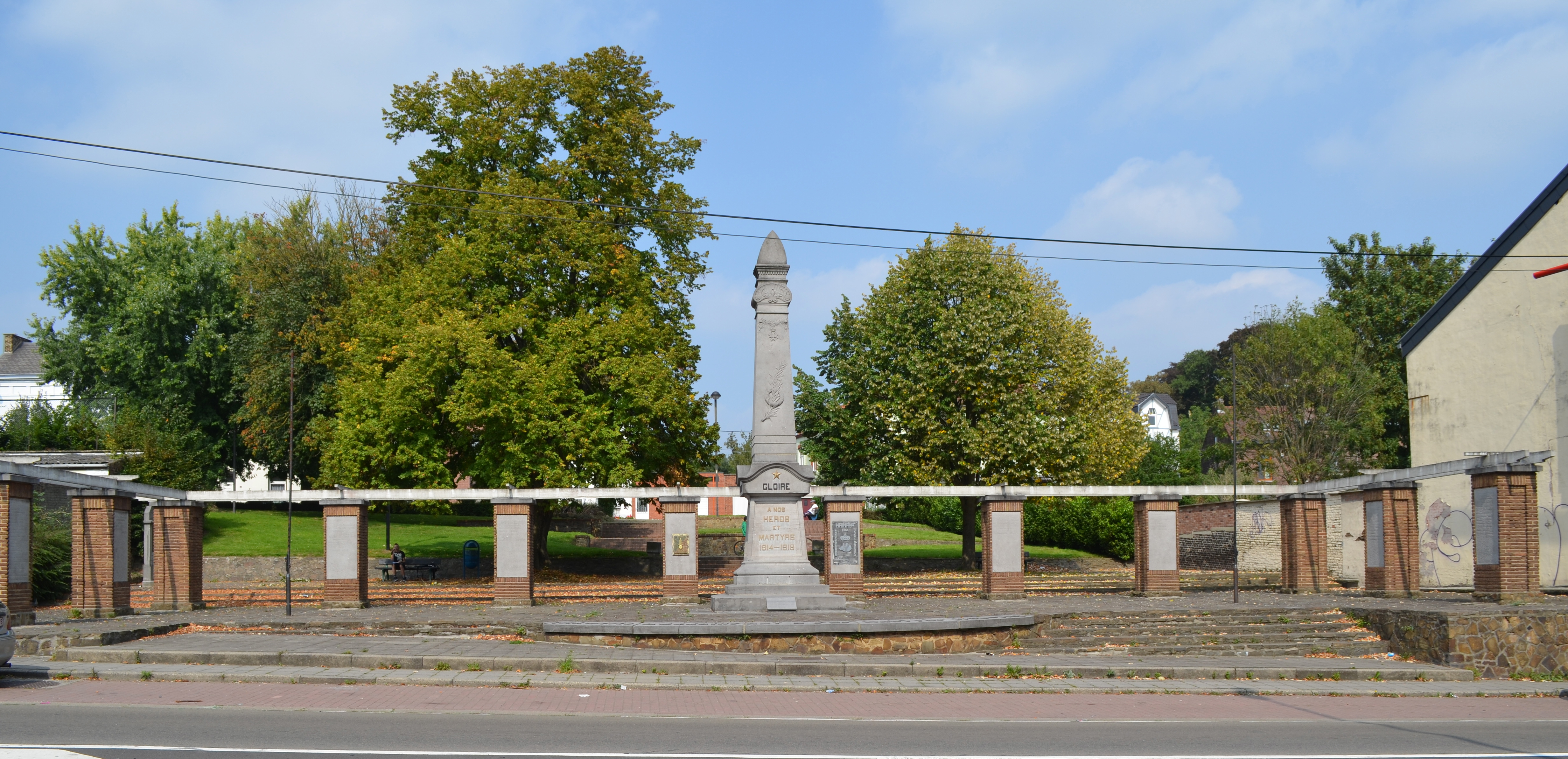
L'ensemble du monument aux morts des deux guerres.

Monument aux morts, inauguré en 1923, pour honorer la mémoire des victimes de la Grande Guerre. Le monument a été complété, après la guerre de 1940-1945, par une pergola dont les colonnes portent les noms des victimes, inaugurée le 15 mai 1948,.
Stèle d'Albert Looza inaugurée le 29 juillet 1945, qui est située derrière le monument aux morts des deux guerres,,.

### Culture

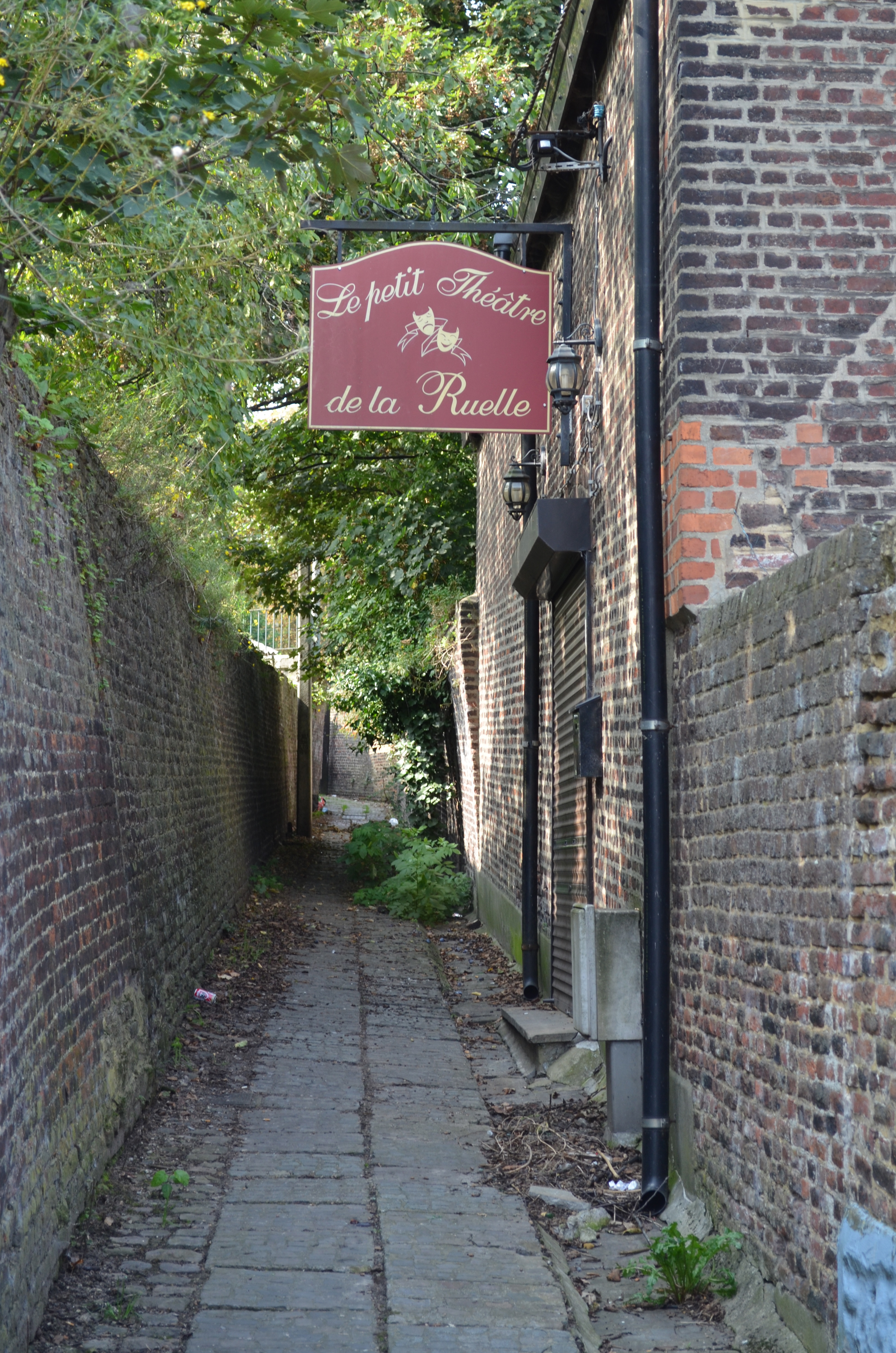
Le petit théâtre de la Ruelle.

- Le Petit Théâtre de la Ruelle, sur le côté de la Ruche Verrière, dont l'accès se fait par la rue des Platicheûs[Note 7].
- La Commission culturelle de Lodelinsart (CCL) qui organise 2 ou 3 évènements culturels par an, tels que : Pièce de théâtre en wallon, petit marché artisanal (Art au Foyer), expositions de peintures, sculptures, photos, bandes dessinées, spectacles musicaux (chansons françaises et wallonnes), etc.
- Secteur 42, maison des jeunes, rue Albert Delwarte.

#### Légende du veau
Selon une légende locale bien connue, ce veau aurait été le premier bourgmestre de la commune ! Son nom est également utilisé comme surnom pour désigner les Lodelinsartois. De plus, le groupe des Climbias perpétue cette tradition en dégustant de la tête de veau lors du carnaval.

## Lieux publics

### Parcs
Parc Gobbe, rue Chausteur et rue Hortense Hocquemiller, square Dupret, rue Desgain et parc Pol Genot, rue Via du Sart.

### Cimetière
Cimetière de Lodelinsart, rue Fania Zylberblat.

## Enseignement

### Réseau communal
- École communale fondamentale maternelle et primaire du Gros-Fayt.
- École communale fondamentale maternelle et primaire de l'Ouest.
- École communale fondamentale maternelle et primaire de Bon-Aire.
- Académie de Jumet-Lodelinsart.

### Réseau libre
- École libre fondamentale Notre-Dame de Lodelinsart.

## Économie

### Charbonnages
En 1735, la première pompe à feu a été installée dans le Hainaut grâce à l’initiative de Jacques Desandrouin. Pour évacuer les eaux, il équipa cette année-là son charbonnage de Lodelinsart d’une telle machine. L’appareil fut construit dans ses ateliers de Charleroi par des ouvriers spécialisés, sous la supervision de Misonne et Pierre Mathieu de Lodelinsart. Ce dernier s’était rendu en Angleterre pour étudier la machine de Newcomen. La construction prit deux ans. Selon Nimal dans La métallurgie à l’exposition de Charleroi en 1911, le cylindre, de 38 pouces de diamètre (1,92 m), était en fer forgé d’une qualité remarquable et développait une puissance de 25 chevaux. L’abbé Piérard, dans Le pays de Charleroi industriel, décrit à la page 127 les caractéristiques de cette machine : un balancier de trois pièces pesant 28 673 kg, un cylindre de 13 367 kg, un fond et un couvercle de 10 426 kg, deux crapaudines et un arbre de balancier de 11 286 kg, six soupapes de 6 006 kg, et une pompe à air de 10 710 kg, soit un total de 80 468 kg. L’événement fut si marquant que Desandrouin inaugura la machine par une grande fête, réunissant autorités, notables locaux, ouvriers forgerons de Charleroi et mineurs de Lodelinsart. Le clergé vint en grande pompe bénir la machine. Pour immortaliser cet événement, Desandrouin fit réaliser un pastel représentant la cérémonie. Entouré d’une brillante assemblée, il couronna Misonne de lauriers, tandis qu’un chronogramme inscrit au bas du tableau rappelait cette journée mémorable.
Le 12 décembre 1836 marque l'une des fusions les plus importantes, regroupant sous le nom de « Charbonnages de Lodelinsart » plusieurs exploitations issues de fusions successives. La « Société des Charbonnages de Lodelinsart », créée en 1836, résulte de la fusion de cinq exploitations connues sous les noms de Grugeat, Fayat, Deschassis, Nord, Mayeur et Grandpré.
Après la fusion de 1836 regroupant les cinq exploitations sous le nom de « Charbonnage de Lodelinsart », une autre fusion définitive a lieu le 7 juillet 1851. Elle rassemble les charbonnages de Lodelinsart, de Charleroi et du Sacré-Français sous le nom de « Société anonyme des Charbonnages Réunis à Charleroi ». Les puits no 7 (Deschassis) dont il a cessé tout activité d'extraction, le 1er avril 1934 et no 2 (Sacré-Français) se trouvent sur le territoire de Lodelinsart.
Aujourd'hui, seules subsistent les ruines du charbonnage du Sacré-Français, fermé en août 1959. Son nom provient de François Sacré, propriétaire de quelques terrains et d'une fosse à Lodelinsart, qu'il a vendus en 1728.

### Verreries

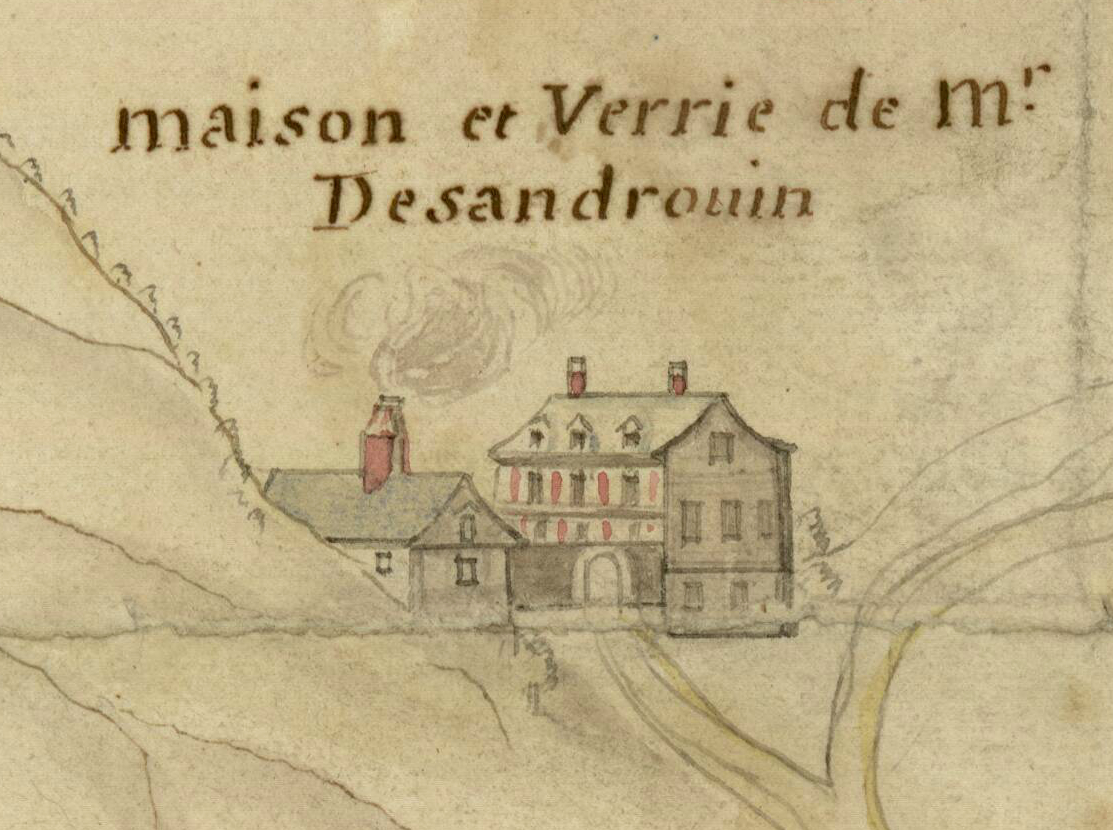
Maison et Verrie de Mr. Desandrouin.

En 1690, Gédéon Desandrouin fonda une verrerie à Lodelinsart, qui passa plus tard de la famille Desandrouin à celle de Saint-Roch. La verrerie du château de Lodelinsart fut exploitée par M. de Saint-Roch, chevalier de l’Ordre du Lion de Belgique, entre 1821 et 1828. D’après le rapport de la commission supérieure sur les produits de l’industrie nationale présentés à Harlem en 1825, M. de Saint-Roch fut récompensé d’une médaille pour la remarquable collection de produits issus de sa manufacture. La commission souligna avec satisfaction que cet industriel s’était engagé à produire des cylindres de diverses formes et dimensions.
Les fours des verreries de Lodelinsart ont été repris par Casimir Lambert, puis par ses deux fils, Casimir et Jules. Ils ont été démolis avant l'incendie du château de Lodelinsart.
En 1746, la verrerie des frères Kromer était établie à Lodelinsart. Elle se consacrait exclusivement à la fabrication de bouteilles et se trouvait en face de la chapelle du Remoncheval.
Entre 1880 et 1930, les verreries représentaient la gloire et la prospérité de Lodelinsart. De nombreuses entreprises y pratiquaient le soufflage du verre à la bouche. Cependant, l’arrivée du procédé Fourcault pour la production de verre à vitre par étirage a marqué la fin de cette époque florissante. Les verres fabriqués à Lodelinsart étaient très prisés dans toute l’Europe. Un Grand Prix a été décerné à l’exposition collective des verreries belges de Lodelinsart lors de l’Exposition universelle de Paris, le 18 août 1900. Le métier de souffleur de verre était extrêmement éprouvant, et ces artisans formaient une caste très fermée.
Parmi ces verreries sur le territoire de Lodelinsart au XIXe siècle, il y avait :
- Verrerie du Château,
- Verreries Kromer,
- Verrerie Drapier,
- Verreries Martin, dénommé aussi "Verrerie Jean-Jean",
- Verrerie du Château Drion,
- Verrerie Hanquinet,
- Verrerie Schmidt,
- Devillez et Cie,
- Verrerie Huart,
- Schmitd et Cie,
- Schmidt frères et sœurs,
- Verreries Bastin et Williams,
- Verrerie Hindel Philippe,
- Verrerie L. Greffe et Cie,
- Verrerie Achille Andris et Cie,
- Verrerie de Dorlodot,
- Verrerie Pivont,
- Verrerie Mondron,
- Verrerie Coriamont,
- Verrerie Morel,
- Verrerie Gobbe-Hocquemiller,
- Verrerie Desgain,
- Verrerie Lambert,
- Verrerie Dandoy,
- Verrerie Denuit Virginie,
- Verrerie Castiau Juliette,
- de Heinzelin de Braucourt,
- Lefèbvre Gabriel,
- Moran Clémentine,
- Bernard Auguste,
- Lambillotte Henri,
- Aucremanne Françoise,
- Verrerie de l'Aurore,
- Masquelier puis Duthoit[60].

### Santé
Maison de repos « Les Jours Heureux », rue des Chevaliers du Travail.
L'hôpital civil de Charleroi, Marie-Curie, se situe au lieu-dit « Bon-Air », carrefour formé par les chaussées de Châtelet, de Bruxelles - N5 - et la Route du Centre. Il est accessible via la ligne M3 du métro léger de Charleroi, arrêt « Marie Curie ».

### Transports

#### Bus
| Ligne n° | Terminus                                                       | Jours de Service           | Remarques |
| -------- | -------------------------------------------------------------- | -------------------------- | --- |
| 18       | Jumet Rue Delvaux (Dépôt Jumet) - Châtelet Rue Pierre Jouet    | Lu, Ma, Me, Je, Ve, Sa, Di | La ligne 18 de bus (Jumet rue Delvaux (Dépôt Jumet)-Châtelet rue Pierre Jouet) a 49 arrêts au départ de Jumet rue Delvaux (Dépôt Jumet) et se termine à Châtelet rue Pierre Jouet.        |
| 41       | Courcelles Place Des Trieux - Charleroi Palais                 | Lu, Ma, Me, Je, Ve, Sa, Di | La ligne 41 de bus (Courcelles Place des Trieux - Charleroi Palais) a 33 arrêts au départ de Courcelles Place des Trieux et se termine à Charleroi Palais.                                |
| 50       | Jumet Madeleine - Charleroi Palais                             | Sa                         | La ligne 50 de bus (Jumet Madeleine-Charleroi Palais) a 31 arrêts au départ de Jumet Madeleine et se termine à Charleroi Palais.                                                          |
| 172      | Marchienne-au-Pont Hôtel de Ville - Châtelet Rue de la Justice | Lu, Ma, Me, Je, Ve, Sa     | La ligne 172 de bus (Marchienne-au-Pont Hôtel de Ville-Châtelet rue de la Justice) a 46 arrêts au départ de Marchienne-au-Pont Hôtel de Ville et se termine à Châtelet rue de la Justice. |
| MIDO     | Marchienne-au-Pont Place Astrid Charleroi Palais               | Lu, Ma, Me, Je, Ve, Sa     | La ligne MIDO de bus (Marchienne-au-Pont Place Astrid - Charleroi Palais) a 28 arrêts au départ de Marchienne-au-Pont Place Astrid et se termine à Charleroi Palais.                      |

#### Métro
| Ligne n° | Terminus                                           | Jours de service           | Remarques |
| -------- | -------------------------------------------------- | -------------------------- | --- |
| M3       | Gare Centrale - Gosselies Fbg de Bruxelles (Métro) | Lu, Ma, Me, Je, Ve, Sa, Di | La ligne M3 de tram (Gosselies Faubourg de Bruxelles (M) - Charleroi Gare Centrale-Quai 2 (M)) a 23 stations au départ de Gosselies Faubourg de Bruxelles (M) et se termine à Charleroi Gare Centrale-Quai 2 (M). |

#### Train
Lodelinsart est traversée par la ligne 140 de Charleroi à Ottignies dont il y a une gare.

## Sports et vie associative

### Sports

#### Clubs - discipline
- Hockey : Argos Hockey Club.
- Futsal : Futsal Team Charleroi.
- Tennis de table : AF Royal Charleroi Villette.

#### Infrastructures
Centre des Loisirs, rue du Chemin Vert.

## Personnalités nées à Lodelinsart
- Jean-Jacques Desandrouin y installe la première machine à vapeur « Newcomen » de la région (1735).
- Émile Fourcault y a vécu et y a développé l'industrie verrière.
- Robert Wangermée, musicologue et administrateur de la RTBF, y est né le 21 septembre 1920.
- Félix Terlinden, artiste peintre disciple de Gustave Courbet, y est né le 12 août 1836 (il est mort à Bruxelles en mai 1912).